# Agnes Kwaje Lasuba
Agnes Kwaje Lasuba, née le 14 août 1948 à Torit et morte le 16 septembre 2023 à Nairobi, est une femme politique sud-soudanaise, députée puis ministre notamment.

## Biographie

### Jeunesse
Lasuba naît à Torit dans la région de l'Équatoria. Elle fréquente l'école à partir de 1953 mais sa famille doit s'exiler en 1964, obligeant Lasuba à faire une pause dans son parcours scolaire. Elle reprend l'école secondaire en 1965 et fréquente l'école secondaire de Nabingu. Elle fréquente ensuite l'Uganda College of Commerce and Administration, y obtenant un diplôme en secrétariat et gestion en 1969.
Elle épouse Joseph Oduho (en), un homme politique sud-soudanais, en mai 1970 lors d'une cérémonie en Ouganda. Le couple retourne au Soudan en 1972 après l'accord d'Addis-Abeba.
Lasuba commence à travailler comme secrétaire du président du Haut Conseil exécutif du Soudan du Sud en 1974. En 1976, elle devient troisième secrétaire de l'assemblée régionale et secrétaire générale de l'Union des femmes de la région du Sud à Djouba.

### Études supérieures
En 1979, elle se rend au Royaume-Uni pour étudier l'administration publique et la gestion dans le Devon, et y obtient son diplôme en 1980. Elle obtient également un diplôme en sociologie de l'Institut international des sciences sociales (en) de La Haye en 1985, un Bachelor of Arts en études sociales de l'université d'East Anglia en 1990 et une Master of Science en genre et développement des politiques, également de la même université, en 1991.

### Carrière
De 1998 à 2003, Lasuba est active au sein du Mouvement populaire de libération du Soudan tout en vivant au Royaume-Uni. Elle retourne au Soudan en 2003 et prend part aux pourparlers de paix qui finissent par aboutir à l'accord de paix Nord-Sud signé en 2005.
Lasuba devient ensuite membre de l'Assemblée législative (en). En 2009, elle occupe la fonction de ministre du Genre, de la Protection sociale et des Affaires religieuses au sein du cabinet du Sud-Soudan (en). Dans le cadre de la restructuration du gouvernement en juin 2010 par le président du Sud-Soudan, le général Salva Kiir, elle est nommée ministre du Genre, de l'Enfance et de la Protection sociale. En tant que ministre, Lasuba se concentre sur l'égalité des sexes et l'éducation des jeunes filles. Elle plaide également contre le fait que les filles se marient avant l'âge de 18 ans ou soient forcées de se marier.
Elle meurt le 16 septembre 2023 à Nairobi.